# Есхар
Есхар — селище в Україні, у Новопокровській селищній громаді Чугуївського району Харківської області.
До 2020 було адміністративним центром Есхарскої селищної ради, до якої не входили інші населені пункти. Населення за переписом 2001 року становить 5602 осіб (2645 чоловічої статі та 2957 — жіночої).

## Географічне розташування
Селище міського типу Есхар знаходиться на правому березі річки Сіверський Донець, вище за течією на відстані 1 км розташоване місце впадання в річку Сіверський Донець річки Уда, за 5 км — місто Чугуїв, нижче за течією на відстані 7 км розташоване село Мохнач. Вище за течією річки Уда на відстані 4 км по прямій розташоване село Стара Покровка. На протилежному березі — колишнє селище Лаптєва. До селища примикає великий лісовий масив (дуб).

## Назва
Назва Есхар походить від абревіатури Електрична Станція Харківського Району. В селі Есхар була побудована в 1930 році перша в Харківській області велика ДРЕС, що працює на вугіллі. До будівництва ДРЕС-2 на місці села були хутори: Карпівський, Павлів та Різдвяний.

## Історичні відомості
Селище утворено 1927 року для будівництва Харківської ГРЕС-2.
У 1957 відкрито завод залізобетонних конструкцій (нині не існує).
У березні 2016 року в Есхарі повалено пам'ятник Леніну.
У червні 2018 року було вбито місцевого активіста Миколу Бичка, що викликало масові протести.
Після протестів місцевий селищний голова Анатолій Легкошерст, який був при владі більше 20 років подав у відставку.
12 червня 2020 року, відповідно до Розпорядження Кабінету Міністрів України  № 725-р «Про визначення адміністративних центрів та затвердження територій територіальних громад Харківської області», увійшло до складу Новопокровської селищної громади .
19 липня 2020 року, в результаті адміністративно-територіальної реформи та ліквідації колишнього Чугуївського району, увійшло до складу новоутвореного Чугуївського району Харківської області.
2022 року селище постраждало від російських обстрілів. Зокрема, наполовину знищено місцеву школу.

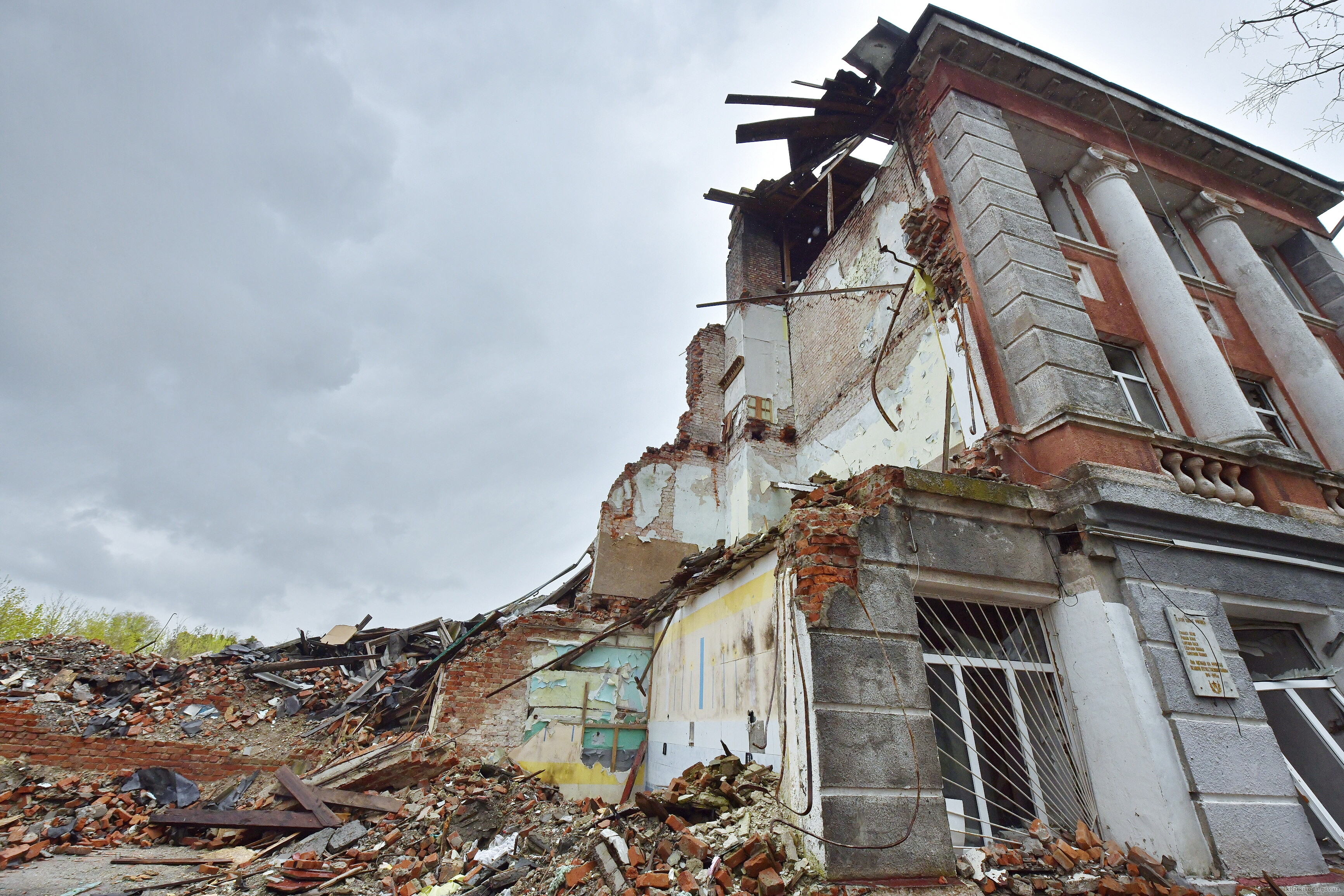
Ліцей після російських ракетних ударів

## Населення

### Мова
Розподіл населення за рідною мовою за даними перепису 2001 року:
| Мова            | Кількість | Відсоток |
| --------------- | --------- | -------- |
| російська       | 3873      | 69.14%   |
| українська      | 1719      | 30.69%   |
| білоруська      | 2         | 0.04%    |
| румунська       | 2         | 0.04%    |
| інші/не вказали | 6         | 0.09%    |
| Усього          | 5602      | 100%     |

## Економіка
- Харківська ТЕЦ-2 — один з первістків ленінського плану ГОЕЛРО, побудована в 1925—1930 рр.
- Тепличний комбінат.
- В 50-х роках був створений радгосп «Есхар», до складу якого входив також тепличний комбінат. Було велике стадо тварин, яке знаходилося на території с. Стара Покровка Чугуївського району Харківської області. Були великі поливні землі, де вирощувалися овочі. Господарство обробляло 1,7 тис. га землі, у тому числі 969 га орної. Працювали сім виробничих бригад, одна тракторна, були дві ферми, тепличний комбінат. В 1973 році радгосп нагороджений грамотою Ради Міністрів УРСР за успішне виконання плану продажу овочів державі. У 1974 році радгосп став переможцем Всесоюзного соцзмагання, за що нагороджений перехідним Червоним прапором ЦК КПРС і Ради Міністрів СРСР, ВЦРПС і ЦК ВЛКСМ. У 1990-х роках радгосп було ліквідовано.

## Освіта
- Ліцей з посиленою військово-фізичною підготовкою «Патріот»

## Пам'ятки
- Щорічний осінній зліт авторської пісні Есхар (фестиваль)
- Щорічний фестиваль авторської пісні, проходить взимку в ДК — Зимовий Есхар

## Відомі люди

### Народилися
- Грищенко Андрій Миколайович (нар. 1963) — генерал-лейтенант Збройних сил України, учасник російсько-української війни.
- Давидов Сергій Вікторович (нар. 1984) — український футболіст, нападник.